# Holy Grail (sång)
"Holy Grail" är en låt av den finländska rockgruppen The Rasmus. Den gavs ut som fristående singel den 14 september 2018 genom Playground Music.

## Bakgrund
Bandets sångare Lauri Ylönen gav följande kommentarer vid utgivningen gav "Holy Grail":
"Jag skrev den här låten förra våren när vi var på en lång turné i Ryssland. Under resan tänkte jag på ensamhet. Ibland riktar jag viss uppmärksamhet på fansen i publiken som står ensamma längst bak, dit ljuset inte kan nå, och på ett sätt ser jag mig själv i dem."

## Musikvideo
Videon till låten spelades in i Tokyo i regi av Jani Klemola och hade premiär på Youtube den 14 september 2018.

## Låtlista
Digital nedladdning
1. "Holy Grail" – 3:03